# Tên gọi Đức

Các ngôn ngữ châu Âu – tên có nguồn gốc từ:
Proto-Germanic *Þeudiskaz
tiếng Latin Germania hay tiếng Hy Lạp Γερμανία
Tên của bộ lạc Alamanni
Tên của bộ lạc Saxon
từ tiếng Protoslavic němьcь
Không rõ nguồn

Do vị trí địa lý của nước Đức ở trung tâm châu Âu, cũng như lịch sử lâu dài của nó như là một khu vực không thống nhất của các bộ lạc và tiểu bang khác nhau, có nhiều tên gọi khác nhau cho nước Đức ở các ngôn ngữ khác nhau, có lẽ nhiều hơn so với bất kỳ quốc gia châu Âu nào khác. Ví dụ, ở Đức, quốc gia này được gọi là Deutschland, trong tiếng Pháp như Allemagne, tiếng Ý như Germania, tiếng Ba Lan là Niemcy, tiếng Hà Lan Duitsland, tiếng Hungary Németország, tiếng Séc Německo, tiếng Thụy Điển Tyskland.

## Danh sách tên gọi từ các nước
Nói chung, các tên gọi cho nước Đức có thể chia thành 6 nhóm tùy theo nguồn gốc:
1. Từ tiếng cổ thượng Đức diutisc 
- Afrikaans: Duitsland
- Trung Quốc: 德意志 trong cả giản và phồn thể (bính âm: Déyìzhì)
phổ biến 德國/德国 (Déguó, "Dé" là viết tắt của 德意志,
 "guó" là "quốc gia")
- Đan Mạch: Tyskland
- Hà Lan: Duitsland
- Faroe: Týskland
- Đức: Deutschland
- Iceland: Þýskaland
- Nhật: ドイツ(独逸) (Doitsu)
- Hàn: 독일(獨逸) (Dogil/Togil)
- Hạ Đức: Düütschland
- Luxembourg: Däitschland
- Nahuatl: Teutōtitlan
- Na Uy: Tyskland
- Bắc Sami: Duiska
- Bắc Sotho: Tôitšhi
- Anh cổ: Þēodiscland
- Thụy Điển: Tyskland
- Việt: Đức
- Tây Frisia: Dútslân
- Yiddish: דײַטשלאַנד (Daytshland)

2. từ tiếng Latin Germania hay tiếng Hy Lạp Γερμανία
- Aceh: Jeureuman
- Albania: Gjermania
- Aram:ܓܪܡܢ (Jerman)
- Armenia: Գերմանիա (Germania)
- Bengal:জার্মানি (Jarmani)
- Bulgaria: Германия (Germaniya)[b]
- Anh hiện đại: Germany
- Esperanto: Germanujo (also Germanio)
- Friuli: Gjermanie
- Gruzia: გერმანია (Germania)
- Hy Lạp: Γερμανία (Germanía)
- Gujarat: જર્મની (Jarmanī)
- Hausa: Jamus
- Hebrew: גרמניה (Germania)
- Hindustan: जर्मनी / جرمنی (Jarmanī)
- Ido: Germania
- Indonesia: Jerman
- Interlingua: Germania
- Ireland: An Ghearmáin
- Ý: Germania[c]
- Hawaii: Kelemania
- Kannada: ಜರ್ಮನಿ (Jarmani)
- Lào: ເຢຍລະມັນ (Yialaman)
- Latinh: Germania
- Macedonia: Германија (Germanija)
- Mã Lai: Jerman
- Man: Yn Ghermaan
- Malta: Ġermanja
- Māori: Tiamana
- Marathi: जर्मनी (Jarmanī)
- Mông Cổ: Герман (German)
- Nauru: Djermani
- Nepal: जर्मनी (Jarmanī)
- Panjab: ਜਰਮਨੀ (Jarmanī)
- România: Germania[d]
- Rumantsch: Germania
- Nga: Германия (Germaniya)[e]
- Samoa: Siamani
- Gael Scotland: A' Ghearmailt
- Sinhala: ජර්මනිය (Jarmaniya)
- Somali: Jermalka
- Swahili: Ujerumani
- Tahiti: Heremani
- Tamil: செருமனி (cerumani), ஜெர்மனி (Jermani)
- Thái: เยอรมนี (Yoeramani), เยอรมัน (Yoeraman)
- Tonga: Siamane

3. Tên của bộ lạc Alamanni
- Ả Rập: ألمانيا ('Almānyā)
- Asturias: Alemaña
- Azerbaijan: Almaniya
- Basque: Alemania
- Breton: Alamagn
- Catalunya: Alemanya
- Cornwall: Almayn
- Filipino: Alemanya
- Pháp: Allemagne
- Galicia: Alemaña
- Kazakh: Алмания (Almanïya) Not used anymore or used very rarely, now using Nga "Германия".
- Khmer: ប្រទេសអាល្លឺម៉ង់ (Prateh Aloumong)
- Kurd: Elmaniya
- Latinh: Alemannia
- Miranda: Almanha
- Occitan: Alemanha
- Piemonte: Almagna
- Ojibwe ᐋᓂᒫ (Aanimaa)
- Ba Tư: آلمان ('Ālmān)
- Quechua: Alimanya
- Bồ Đào Nha: Alemanha
- Tây Ban Nha: Alemania
- Tajik: Олмон Olmon
- Tatar: Алмания Almania
- Tetum: Alemaña
- Thổ Nhĩ Kỳ: Almanya
- Wales: Yr Almaen (with preceding definite article)

4. Tên của bộ lạc Sachsen
- Estonia: Saksamaa
- Phần Lan: Saksa
- Livonia: Saksāmō
- Veps: Saksanma
- Võro: S'aksamaa
- Digan: Ssassitko temm[1]

5. Từ tiếng Slav nguyên thủy němьcь
- Ả Rập: نمسا (nímsā) nghĩa là Áo
- Belarus: Нямеччына (Nyamyecchyna)
- Bulgaria: Немция (Nemtsiya)
- Séc: Německo
- Hungaria: Németország
- Kashubia: Miemieckô
- Montenegro: Njemačka
- Ottoman Thổ Nhĩ Kỳ:نمچه (Nemçe) meaning all Austrian - Holy Roman Empire countries
- Ba Lan: Niemcy
- Serbia-Croatia: Nemačka, Njemačka / Немачка, Њемачка
- Silesia: Ńymcy
- Slovak: Nemecko
- Slovene: Nemčija
- Hạ Sorb: Nimska
- Thượng Sorb: Nemska
- Ukraina: Німеччина (Nimecchyna)

6. Không rõ nguồn
- Latvia: Vācija
- Litva: Vokietija
- Curonia mới: Vāce Zėm
- Samogitia: Vuokītėjė
- Latgalia: Vuoceja

Các tên gọi khác:
- Hy Lạp trung cổ: Frángoi, frangikós (nghĩa là những người Đức, người Đức) – theo người Frank.
- Tiếng Hebrew trung cổ: אַשְׁכְּנַז (Ashkenaz) – Ashkenaz (אַשְׁכְּנַז) trong Kinh Thánh là con trai của Japheth và cháu của Noah. Ashkenaz được coi là tổ tiên của dân tộc Đức.
- Tiếng Latinh Trung cổ: Teutonia, regnum Teutonicum – người Teuton.
- Tiếng Đức: Teutonisch Land, Teutschland được sử dụng đến cuối thế kỷ 19. (Deutschland là định danh chính thức ngày nay.)
- Tiếng Tahiti: Purutia (hoặc Heremani) – đọc chệch từ Prusse, tên tiếng Pháp dành cho Phổ.
- Tiếng Hạ Sorb: bawory hoặc bawery – tên của Bayern.
- Silesia: szwaby (Schwaben, bambry được sử dụng cho thực dân Đức quê ở Bamberg, Prusacy cho Phổ, krzyżacy (dạng khác của krzyżowcy - thập tự chinh). Rajch hoặc Rajś giống với Reich[2].
- Tiếng Bắc Âu cổ: Suðrvegr – nghĩa là con đường phía nam (Na Uy),[3] describing Germanic tribes which invaded continental Europe.
- Anh: Krauts bắt nguồn từ sauerkraut, món ăn được người Đức ưa chuộng cùng với wurst.
- Kinyarwanda: Ubudage, Kirundi: Ubudagi – được cho là bắt nguồn từ câu chào guten Tag mà người Đức dùng thời thuộc địa,[4] or from deutsch.[5]
- Navajo: Béésh Bich'ahii Bikéyah ("Vùng đất của những người đội mũ thép"), tức nói về Stahlhelm-binh lính Đức đội mũ thép.
- Lakota: Iyášiča Makȟóčhe[6] ("Xứ nói khó nghe").
- Sudovia: miksiskai, Phổ cổ miksiskāi – bắt nguồn từ từ miksît "nói lắp bắp".
- Ba Lan (tiếng lóng thời cộng sản): Erefen bắt nguồn từ R.F.N. = B.R.D. (Cộng hòa Liên bang Đức),[2] dederon cho Đông Đức (DDR).
- Ba Lan (trước Thế chiến 2): Rajch đối với Reich[2]

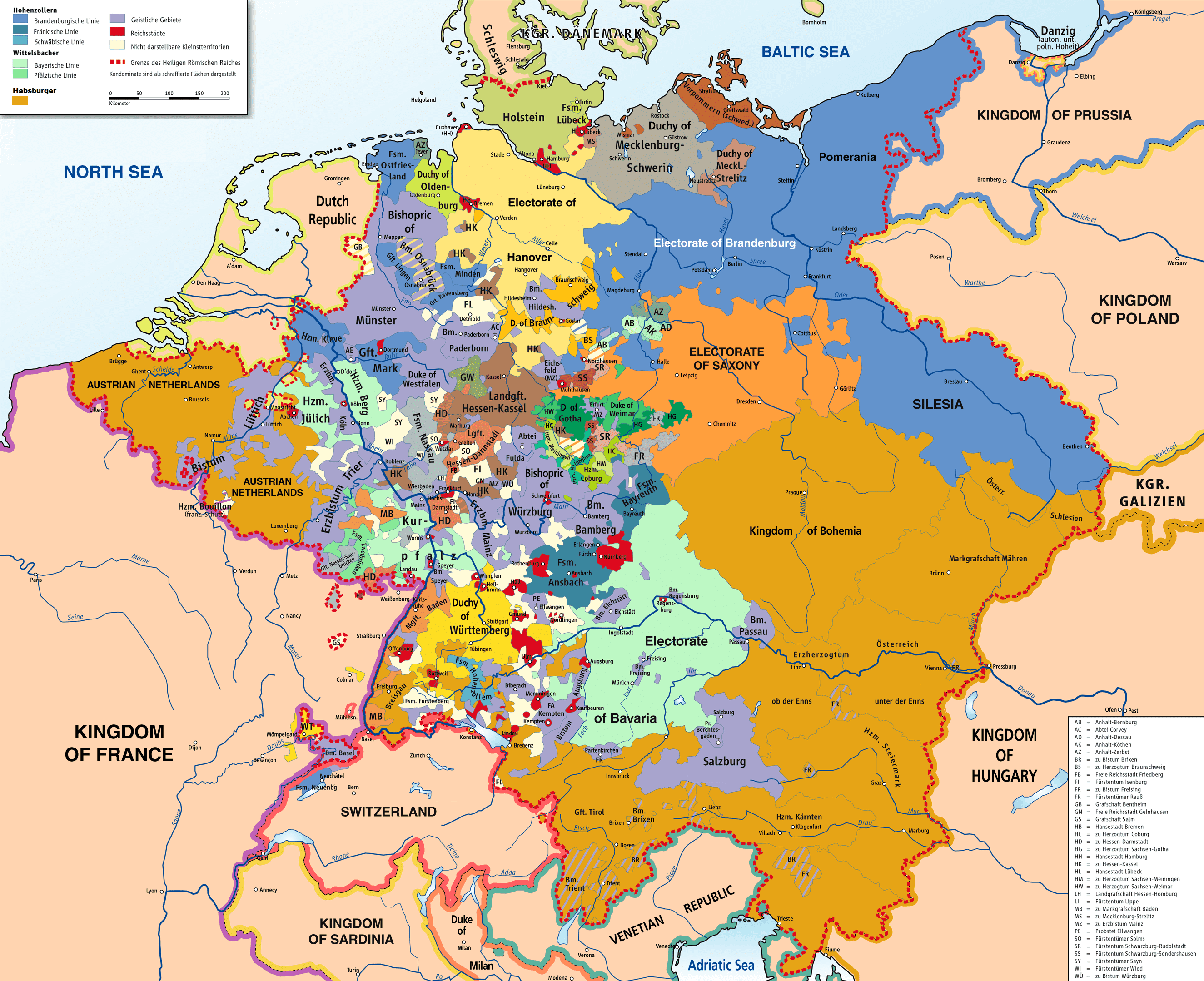
Đế quốc La Mã Thần thánh, 1789
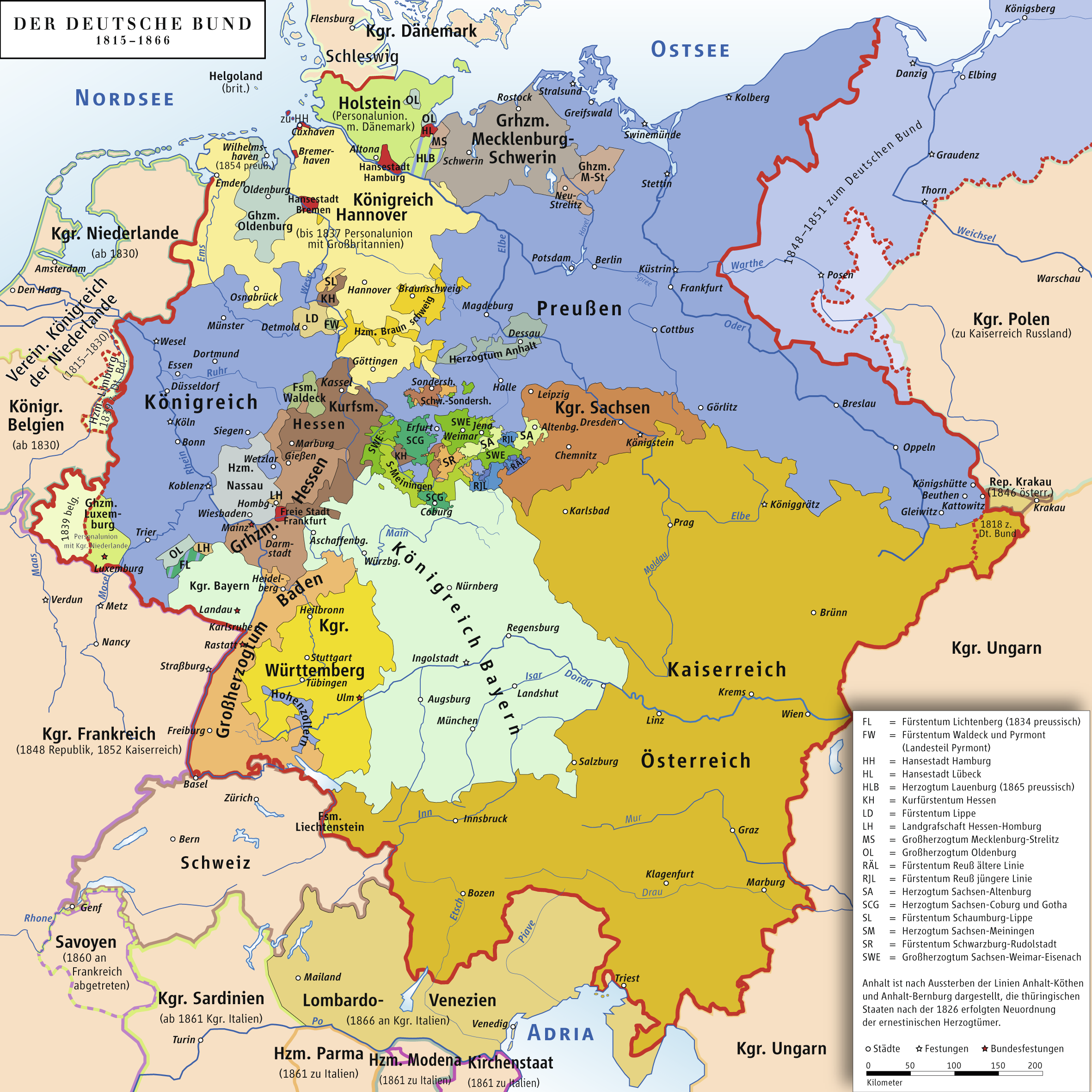
Liên bang Đức, 1815–1866
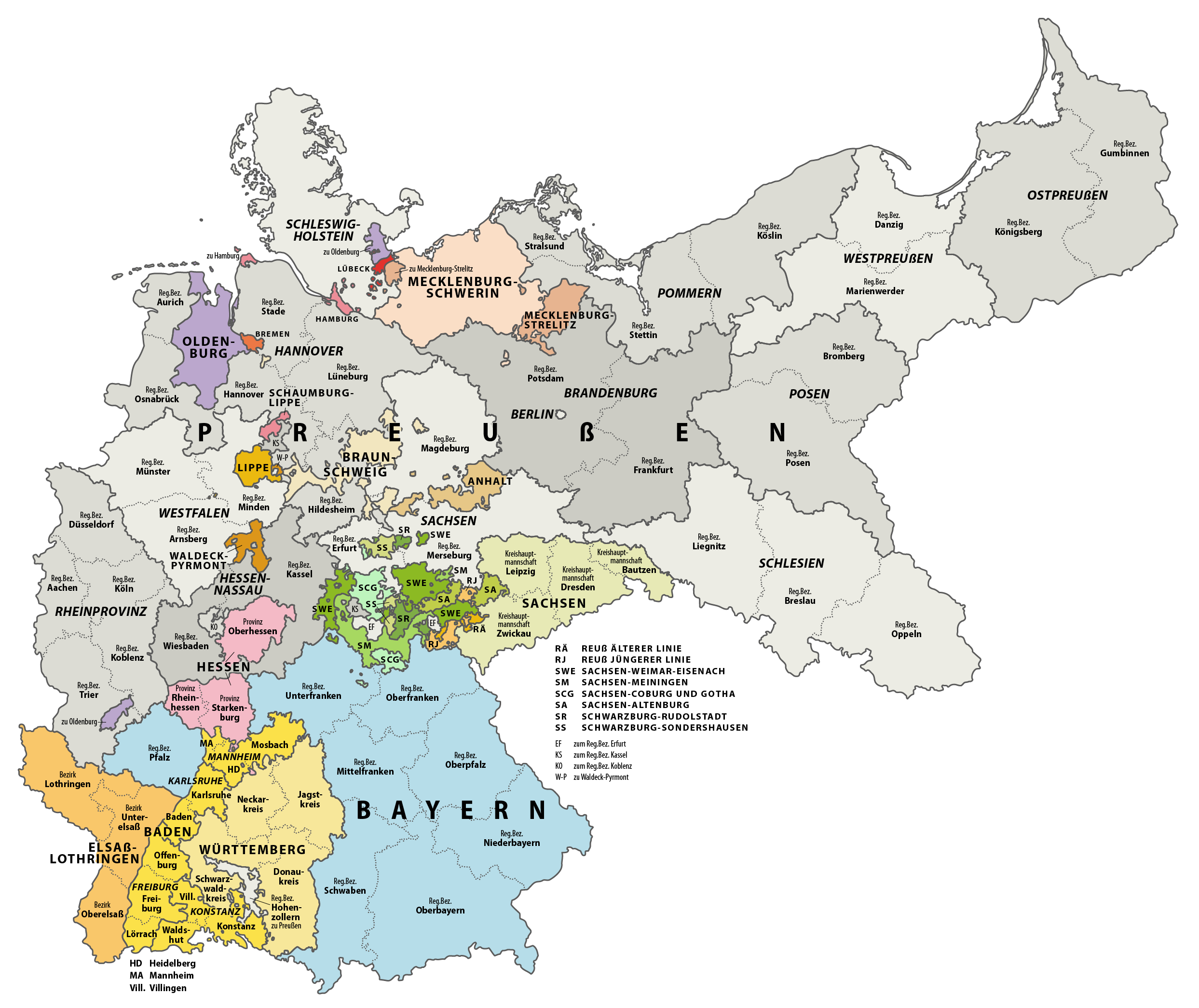
Đức (Deutsches Reich), 1871–1918
Đức (Deutsches Reich), 1919–1937
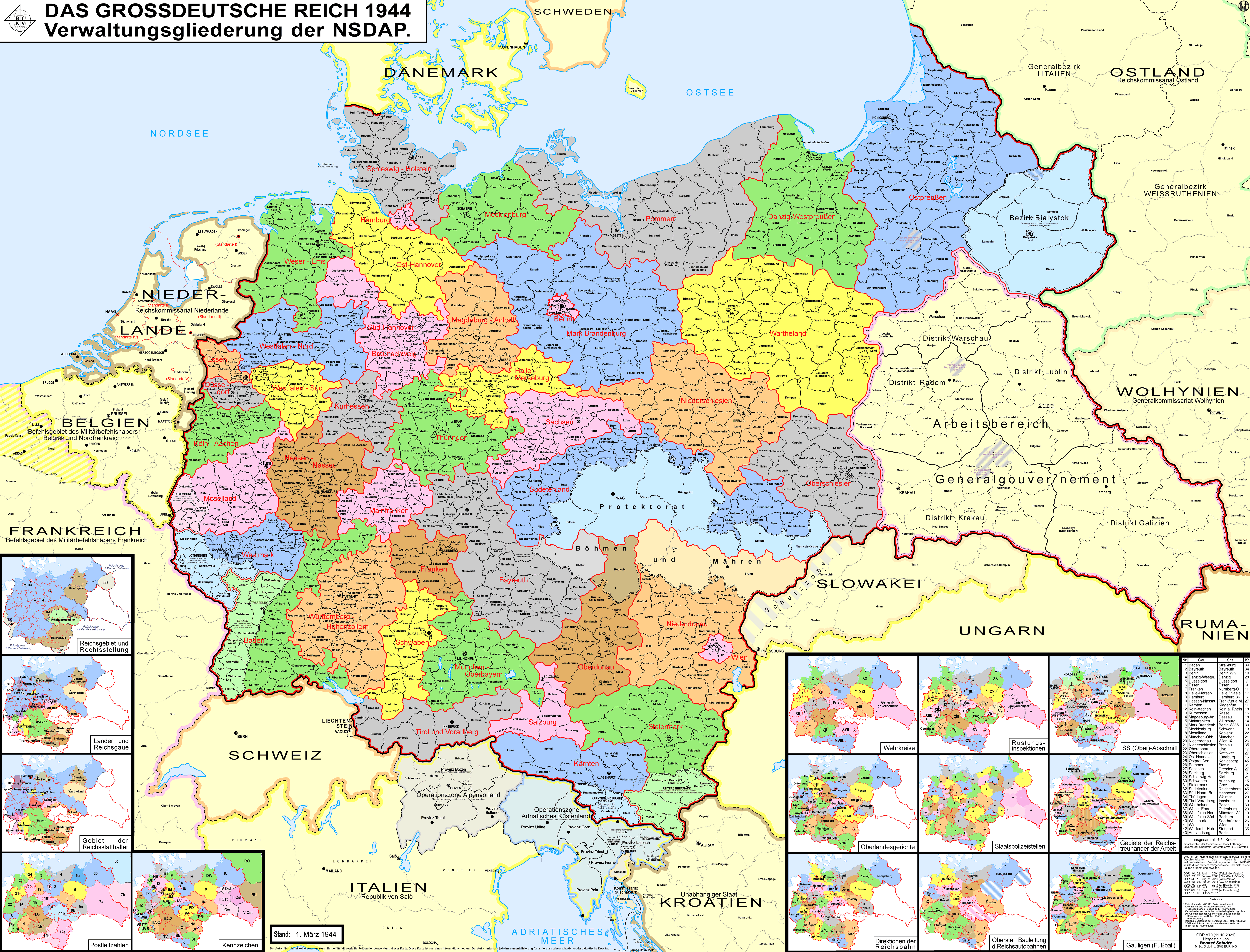
Đức Quốc xã, 1944